# Ferreiraella
Ferreiraella is een geslacht van keverslakken uit de familie van de Abyssochitonidae.

## Soorten
- Ferreiraella bartlettae (Ferreira, 1986)
  - = Lepidopleurus bartletti Ferreira, 1986[2]
- Ferreiraella caribbensis Sirenko, 1988[1]
- Ferreiraella plana (Nierstrasz, 1905)
  - = Lepidopleurus planus Nierstrasz, 1905[3]
- Ferreiraella scrippsiana (Ferreira, 1980)
  - = Lepidopleurus scrippsianus Ferreira, 1980[4]
- Ferreiraella soyomaruae (Wu & Okutani, 1984)
  - = Lepidopleurus soyomaruae Wu & Okutani, 1984
- Ferreiraella takii (Wu & Okutani, 1984)
  - = Lepidopleurus takii Wu & Okutani, 1984[5]
- Ferreiraella tsuchidai Saito, 2006[6]
- Ferreiraella xylophaga (Gowlett-Holmes & Jones, 1992)
  - = Ferreiraella xylophaga xylophaga (Gowlett-Holmes & Jones, 1992)
  - = Xylochiton xylophagus Gowlett-Holmes & Jones, 1992[7]